# Cheilón ze Sparty
Cheilón nebo Chilón ze Sparty řecky Χείλων nebo Χίλων ο Λακεδαιμόνιος (6. století př. n. l.) byl spartský předák, efor a politický reformátor. Bývá zařazován mezi sedm mudrců.

## Život
Byl jedním z předáků starověké Sparty. Stal se eforem a byl přijat do rady starších. Jsou mu přičítány reformy (provedené patrně v letech 556/5 př. n. l.), které vedly ke zdokonalení spartského politického zřízení; mimo jiné bylo posíleno postavení eforů a omezena moc králů. Došlo také ke změně spartské zahraniční politiky: Cheilón byl zřejmě jedním ze strůjců peloponéského spolku.
Smrt ho zastihla v Pise (asi 4 km od Olympie). Byl již v pokročilém věku a zemřel z přemíry radosti, když objímal svého syna, který se právě stal olympijským vítězem v pěstním zápase.

## Výroky
Údajně se zabýval i poezií a složil elegii v rozsahu asi 200 veršů (nedochovala se). Ve starověku byl někdy zařazován mezi sedm mudrců, např. Platónem v dialogu Prótagoras. Díogenés Laertios uvádí, že na Cheilónově soše byl nápis: 
| „ | Tohoto Chilóna zrodila Sparta, oštěpy slavná, který z mudrců sedmi prvním se v moudrosti stal. | “ |

 S působením sedmi mudrců spojovali Řekové počátky své filozofie. Cheilónovi je připisována řada stručných mravních naučení a životních rad, které byly často citovány.
Výběr Cheilónových výroků zmíněných Diogeném Laertiem:
- Ručení – mučení.
- Na otázku, co je nesnadné, řekl, že uchovat tajemství, správně si rozdělit volný čas a umět snášet křivdu.
- Dával též takovéto předpisy:
  - Všeho jen s měrou, vždyť všechno je krásné ve vhodný čas.
  - Ovládat jazyk, a to zvláště při hostině.
  - Nedovolit jazyku, aby předbíhal rozum.
  - Nepomlouvat bližního, nechceme-li uslyšet, co by nás mrzelo.
  - Nikomu nevyhrožovat, neboť to je zženštilé.
  - Silný nechť je laskavý, aby měli bližní před ním spíše úctu než strach.
  - Rychleji se ubírat k přátelům, jsou-li v neštěstí, než jsou-li ve štěstí.
  - Neposmívat se druhému v jeho neštěstí.
  - Uzavírat jen prostý sňatek.
  - Mít v úctě stáří.
  - Dávat na sebe pozor.
  - Raději si volit škodu než nečestný zisk, neboť škoda nás bude mrzet jen jednou, nečestný zisk však po celý život.
  - Učit se dobře spravovat svůj dům.
  - Krotit hněv.
  - Netoužit po nemožném.
  - Na cestě nepospíchat.
  - Poslouchat zákonů.
  - Být klidný.
  - Křivdí-li se ti, smiř se; jsi-li potupen, pomsti se![10]

Výrok „Poznej sebe sama" je přisuzován různým autorům. Podle Diogena Laertia ho první vyslovil Thalés a Cheilón ho převzal od věštkyně v Delfách.

## Zajímavosti
Výroky sedmi mudrců požívaly značné vážnosti a jejich obliba trvala až do konce starověku. Neplatilo to však vždy a všude. Jedna taverna (hospoda) z 2. poloviny n. l. v římském přístavu Ostii měla v nálevně namalovanou galerii sedmi mudrců. Nad každým vyobrazeným mudrcem byl obhrouble žertovný nápis v jadrné latině. U Cheilóna bylo napsáno: VISSIRE TACITE CHILON DOCVIT SVBDOLVS [„Tiše větry vypouštět učil lstivý Chilón."]